# Pseudoparis tenera
Pseudoparis tenera là một loài thực vật có hoa trong họ Commelinaceae. Loài này được (Baker) Faden miêu tả khoa học đầu tiên năm 1991.